# Seymeria bipinnatisecta
Seymeria bipinnatisecta là loài thực vật có hoa thuộc họ Cỏ chổi. Loài này được Seem. miêu tả khoa học đầu tiên năm 1856.